# Subles
Subles és un municipi francès situat al departament de Calvados i a la regió de Normandia. L'any 2007 tenia 584 habitants.

## Demografia

### Població
El 2007 la població de fet de Subles era de 584 persones. Hi havia 210 famílies de les quals 28 eren unipersonals (14 homes vivint sols i 14 dones vivint soles), 75 parelles sense fills, 100 parelles amb fills i 7 famílies monoparentals amb fills.
La població ha evolucionat segons el següent gràfic:
Habitants censats

### Habitatges
El 2007 hi havia 226 habitatges, 214 eren l'habitatge principal de la família, 4 eren segones residències i 9 estaven desocupats. Tots els 226 habitatges eren cases. Dels 214 habitatges principals, 181 estaven ocupats pels seus propietaris, 31 estaven llogats i ocupats pels llogaters i 2 estaven cedits a títol gratuït; 1 tenia dues cambres, 20 en tenien tres, 53 en tenien quatre i 140 en tenien cinc o més. 171 habitatges disposaven pel capbaix d'una plaça de pàrquing. A 80 habitatges hi havia un automòbil i a 128 n'hi havia dos o més.

### Piràmide de població
La piràmide de població per edats i sexe el 2009 era:
| Homes | Edats   | Dones |
| ----- | ------- | ----- |
| 0     | 95 o +  | 0     |
| 0     | 90 a 94 | 0     |
| 0     | 85 a 89 | 0     |
| 4     | 80 a 84 | 0     |
| 4     | 75 a 79 | 4     |
| 0     | 70 a 74 | 8     |
| 16    | 65 a 69 | 16    |
| 8     | 60 a 64 | 12    |
| 16    | 55 a 59 | 12    |
| 24    | 50 a 54 | 24    |
| 12    | 45 a 49 | 20    |
| 32    | 40 a 44 | 28    |
| 32    | 35 a 39 | 40    |
| 16    | 30 a 34 | 20    |
| 0     | 25 a 29 | 12    |
| 16    | 20 a 24 | 4     |
| 12    | 15 a 19 | 40    |
| 52    | 10 a 14 | 32    |
| 24    | 5 a 9   | 12    |
| 12    | 0 a 4   | 20    |

## Economia
El 2007 la població en edat de treballar era de 400 persones, 307 eren actives i 93 eren inactives. De les 307 persones actives 279 estaven ocupades (148 homes i 131 dones) i 28 estaven aturades (17 homes i 11 dones). De les 93 persones inactives 50 estaven jubilades, 25 estaven estudiant i 18 estaven classificades com a «altres inactius».

### Ingressos
El 2009 a Subles hi havia 239 unitats fiscals que integraven 677,5 persones, la mediana anual d'ingressos fiscals per persona era de 18.630 €.

### Activitats econòmiques
Dels 14 establiments que hi havia el 2007, 3 eren d'empreses de fabricació d'altres productes industrials, 3 d'empreses de construcció, 1 d'una empresa de comerç i reparació d'automòbils, 1 d'una empresa de transport, 3 d'empreses d'hostatgeria i restauració, 1 d'una empresa immobiliària i 2 d'empreses de serveis.
Dels 7 establiments de servei als particulars que hi havia el 2009, 1 era un taller de reparació d'automòbils i de material agrícola, 1 guixaire pintor, 1 fusteria, 1 electricista, 2 restaurants i 1 agència immobiliària.
L'any 2000 a Subles hi havia 5 explotacions agrícoles.

## Equipaments sanitaris i escolars
El 2009 hi havia una escola elemental.

## Poblacions més properes
El següent diagrama mostra les poblacions més properes.